# 채널 나우
채널 나우(영어: CH.NOW)는 대한민국의 티에프씨에프채널네트워크 코리아에서 운영하는 해외 시리즈 전문 텔레비전 채널로 2021년 1월 1일에 개국했다.

## 역사
- 2006년 4월 1일 : 폭스 채널 첫 시작 개국.
- 2013년 3월 6일 : 스카이라이프에서의 채널 송신을 개시.
- 2013년 7월 1일 : SK브로드밴드 B TV에서의 채널 송신을 개시.
- 2013년 12월 3일 : KT 올레 TV에서의 채널 송신을 개시.
- 2019년 3월 20일: 폭스 채널을 모기업인 월트 디즈니 컴퍼니와 홍콩 STAR TV에 합작 운영
- 2020년 12월 31일: 폭스 채널 마지막 라이센스 계약 해지로 인한 종료 무려 14년만에 마감 마무리 막을 내림 마치고 받고 다시 원래대로 재개 더 이상 돌아 올 수 없게 폐국을 하였다. (자매 채널인 FOX Life, FX와 함께 폐국)
- 2021년 1월 1일: 채널명을 폭스 채널에서 채널나우로 변경
- 2023년: 슬로건의 The Year of Crime Scene 변경

2006년 4월 1일부터 2020년 12월 31일까지 쓰인 구 로고.

## 프로그램

### 미국 드라마
- 크리미널 마인드
- 특수범죄 전담반
- 90210: 새 클럽
- 넘버스
- NCIS
- 콜드 케이스
- 워킹 데드
- 레볼루션
- 다빈치 디몬스
- 시카고 파이어
- 슈츠
- 리버
- 크리미널 인텐트
- 본즈
- 성범죄 전담반
- 고스트 위스퍼러
- 라이 투 미
- 원스 어폰 어 타임
- 히어로
- 고스트 앤 크라임
- 스매시
- 대통령 스캔들
- 24
- 풀 하우스
- 리스너
- 위기의 주부들
- 덱스터
- 수퍼맨 비긴즈
- 수퍼내추럴
- 아메리칸 호러 스토리
- 하우스
- 미스터리 천재소년
- 그레이 아나토미
- 클로저
- 미들랜드의 전설
- 정글
- 토치우드
- 프라이미벌
- 데이 브레이크
- 루키 블루
- 디트로이트 1-8-7
- 터미네이터
- 번 노티스
- 원 아워
- 앨리어스
- 라스 베가스
- 배틀스타 갤럭티카
- 문라이트
- 몽크
- 헨리 8세
- 더 브리지
- 일라이 스톤
- 멘탈
- 에로틱 컨페션
- 플레이맨
- 베드타임 스토리
- 로스트

### 영국 드라마
- 닥터 후

### 대한민국 드라마
- 천명 - 조선판 도망자 이야기
- 시크릿 가든
- 파리의 연인
- 여왕의 교실
- 파스타
- 하얀 거짓말
- 내곁에 있어
- 있을 때 잘해
- 그래도 좋아
- 흔들리지마
- 킬미힐미
- 직장의 신
- 최고의 사랑
- 성균관 스캔들
- 숨바꼭질
- 개인의 취향
- 부부클리닉 사랑과 전쟁 2
- 거침없이 하이킥!

### 미국 예능
- 아메리카 퍼니스트 홈 비디오
- 젠장뉴스

### 대한민국 예능
- 나 혼자 산다
- 비디오스타
- 수요미식회
- 연애의 참견
- 외식하는 날
- 이방인
- 집밥의 여왕
- 집밥 백선생
- 맛있는 녀석들
- 똥강아지들
- 놀라운 토요일
- 코미디빅리그

### 대한민국 교양
- TV 동물농장
- 신비한TV 서프라이즈
- 인간극장
- 생로병사의 비밀
- 한국인의 밥상

## 같이 보기
- 티캐스트